# Saint-Nicolas-lès-Cîteaux
Saint-Nicolas-lès-Cîteaux este o comună în departamentul Côte-d'Or, Franța. În 2009 avea o populație de 444 de locuitori.
Localitatea este celebră prin Abația Notre-Dame de Cîteaux.

## Evoluția populației
| An        | 1975 | 1982 | 1990 | 1999 | 2006 | 2009 |
| --------- | ---- | ---- | ---- | ---- | ---- | ---- |
| Populație | 316  | 331  | 400  | 475  | 463  | 444  |